# Buntaro Adachi

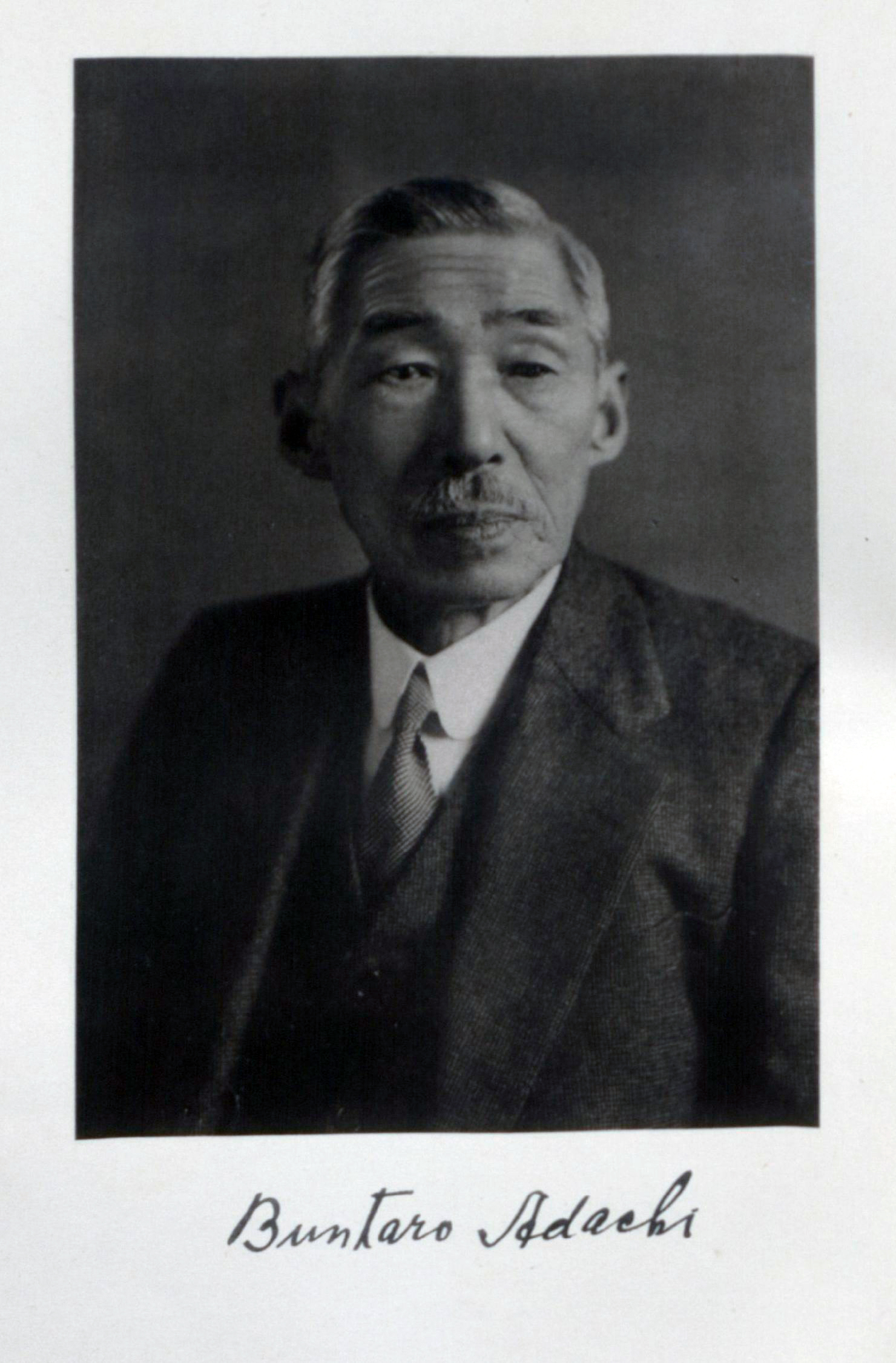
Buntaro Adachi, vor 1935

Buntaro Adachi (japanisch 足立 文太郎, Adachi Buntarō; * 15. Juni 1865 in Ichiyama (später Teil von Amagi-Yugashima, heute von Izu), Izu (heute Teil von Shizuoka); † 1. April 1945 in Kyoto) war ein japanischer Arzt, Anatom und Anthropologe. Adachi beschäftigte sich vorwiegend mit interrassischen anatomischen Unterschieden.

## Leben
Nach seinem Abschluss als Arzt an der Kaiserlichen Universität von Tokio im Jahre 1894 setzte Adachi von 1899 bis 1904 seine Studien an der Universität Straßburg unter anderem bei Gustav Schwalbe fort. Bei seiner Rückkehr nach Japan wurde er 1904 zum Professor der Anatomie und 1919 zum Professor der Anthropologie an der Kaiserlichen Universität Kyoto ernannt. Er nahm diese Position bis zu seiner Emeritierung im Jahr 1925 ein. 1941 wurde er zum Mitglied der Leopoldina gewählt. Buntaro Adachi starb am 1. April 1945 an den Folgen einer Hirnblutung in seinem Haus in Kyoto.

## Werk
Obwohl an einem breiten Forschungsspektrum interessiert, beschrieb Adachi Knochenläsionen von neolithischen menschlichen Skeletten, die aus einer syphilitischen Ätiologie hervorgegangen waren. Adachi widmete seine Forschungsarbeit der allgemeinen und der vaskulären Anatomie und darüber hinaus einer vergleichenden Anatomie der Europäer im Gegensatz zu derjenigen der Japaner. Diese eher an den Unterschieden menschlicher Rassen orientierte Anatomie brachte Werke wie Das Arteriensystem der Japaner (1928) und Das Venensystem der Japaner (1933–1940) hervor. Beide Werke hatte Adachi in Erinnerung an seinen Aufenthalt am Straßburger Institut auf Deutsch herausgebracht. Von 1953 bis 1963 setzte Takusaburo Kihara das Werk des verstorbenen Adachi mit zwei Monographien über das lymphatische System der Japaner fort. Adachi war der Erste, der das Auftreten von zwei verschiedenen Arten von Ohrenschmalz bemerkte, feuchtes und trockenes. Letzteres tritt signifikant häufiger bei Asiaten gegenüber Kontrollgruppen von Europäern auf.

## Ausgewählte Werke
- Ueber die Spina trochlearis. Ztschr. d. med. Gesellsch. zu Tokyo 9, 1895, S. 177–179.
- Ueber die anthropologische Angiologie der Japaner; Einleitung und Arterien der oberen Extremitäten. Ztschr. d. med. Gesellsch. zu Tokyo 10, 1896, S. 1231–1257.
- Die Blutgefässe der Japaner. Ztschr. d. med. Gesellsch. zu Tokyo 11, 1897, S. 1039–1054.
- B. Adachi, U. Fiyisawa: Untersuchungen über die knöcherne Orbita der Japaner. Mitteilungen der medizinische Gesellschaft zu Tokyo  13, 1899, S. 890, 919.
- B. Adachi, S. Akaza: Ueber die Lage des Augapfels bei den Japanern. Mitteilungen der medizinische Gesellschaft zu Tokyo  14, 1900, S. 94–99.
- Muskelvarietäten. Zeitschrift für Morphologie und Anthropologie 2, 1900, S. 221.
- Hautpigment beim Menschen und bei den Affen. Zeitschrift für Morphologie und Anthropologie, 1902.
- Ueber den Penis der Japaner. Zeitschrift für Morphologie und Anthropologie 5, 1902/1903, S. 350–356.
- Häufigeres Vorkommen des Musculus sternalis bei Japanern. Zeitschrift für Morphologie und Anthropologie 7, 1904, S. 133–141.
- Buntarō Adachi, Kotondo Hasebe: Das Arteriensystem der Japaner. Verlag der Kaiserlich-Japanischen Universität zu Tokyo, 1928
- Das Venensystem der Japaner. Kioto 1933.
- Das Ohrenschmalz als Rassenmerkmal und der Rassengeruch ('Achselgeruch') nebst dem Rassenunterschied der Schweissdrüsen. Z. Rassenheilkunde 6, 1937, S. 273–307.
- Nipponjin taishitsu no kenkyū. Ogiwara, 1944.
- Takusaburō Kihara, Buntarō Adachi: Das Lymphgefässsystem der Japaner. Kenkyusha, 1953.